# Pere I de Montcada i d'Aragó
Pere Ramon I de Montcada i d'Aragó o Pere I de Montcada (Segle XIII - 1266/67), baró d'Aitona i senescal de Barcelona, fou un noble i militar català.
Fill de Guillem Ramon II de Montcada, baró d'Aitona i senescal de Barcelona, i de Constança d'Aragó. El seu avi matern era Pere el Catòlic.
Es va casar amb Sibil·la d'Abarca, filla de Roderic d'Abarca, senyor de Gavín (Osca) i Sibil·la de Cabrera.
D'aquest matrimoni nasqueren:
- Pere II de Montcada i d'Abarca, successor de la Baronia d'Aitona.
- Guillem Ramon de Montcada, senyor de Seròs, Faió, Almatret i Mequinensa. Es casà amb Elisenda de Queralt.
- Constança de Montcada, casada amb el comte Àlvar d'Urgell.
- Guillem de Montcada, bisbe d'Urgell (1295-1308).
- Gaia de Montcada i d'Abarca, casada amb Pere de Puigvert, i pares de Geralda.[2]
- Berenguera de Montcada, casada amb Galceran V de Pinós.

Participà en la conquesta de València, rebent una alqueria anomenada de Montcada. En aquesta alqueria hi havia una torre de defensa islàmica. La propietat de l'alqueria durà fins al 15 de maig del 1240, quan Pere la vengué al rei.
L'any 1255, Pere i la seva esposa Sibil·la, reberen de la Universitat de Mequinensa un territori per fer-hi una devesa.